# Lena Kjersén Edman
Lena Margareta Kjersén Edman, född 20 april 1942 i Uppsala, är en svensk litteraturvetare, bibliotekarie och litteraturkritiker. Edman blev filosofie doktor 1990 på avhandlingen I ungdomsrevoltens tid: svensk ungdomsbok och dess mottagande åren kring 1968. Hon var under många år universitetslektor vid Umeå universitet, med barn- och ungdomslitteratur som specialitet.
Lena Kjersén Edman skriver ofta om böcker i olika tidskrifter, till exempel i Svenskläraren, samt i Västerbottens-Kuriren.

## Priser och utmärkelser
- Eldsjälspriset 2001
- Gulliver-priset 2004
- Sciras hedersdiplom 2019